# Пардо Басан, Эмилия
Эми́лия Па́рдо Баса́н (исп. Emilia Pardo Bazán; 16 сентября 1851, Ла-Корунья — 12 мая 1921, Мадрид) — графиня Па́рдо Баса́н, испанская писательница, поэтесса, литературный критик, журналистка, хозяйка литературого салона.

## Биография
Эмилия Пардо Басан родилась в аристократической семье из города Ла-Корунья в Галисии. В 17 лет она вышла замуж за галисийского аристократа Хосе Кирогу, через год семья переехала в Мадрид, затем путешествовала по Европе, выучила английский и немецкий языки. В 1876 году Пардо Басан получила литературную премию за критическое эссе на тему творчества монаха-бенедиктинца Бенито Херонимо Фейхо. В том же году Эмилия родила сына Хайме, которому посвятила сборник своих стихов. В следующие несколько лет Эмилия печаталась в консервативном литературном журнале La Ciencia cristiana («Христианская наука»).
В 1879 году Пардо Басан издала свой первый роман «Паскуаль Лопес». Тематика наиболее известных её романов: «Дочь народа» (1893, написан под сильным влиянием Эмиля Золя), «Родовые замки Ульоа» (1886) — социальные и морально-бытовые проблемы. Последние годы творчества Пардо Басан отмечены уходом от реализма в мистику (роман «Химера», 1905). Пардо Басан также известна историко-литературными работами: «Животрепещущий вопрос» (La cuestión palpitante, 1883), теоретическое обоснование натурализма, и «La revolución de la novela en Rusia» (1887), работа, посвящённая русской литературе.

## Память

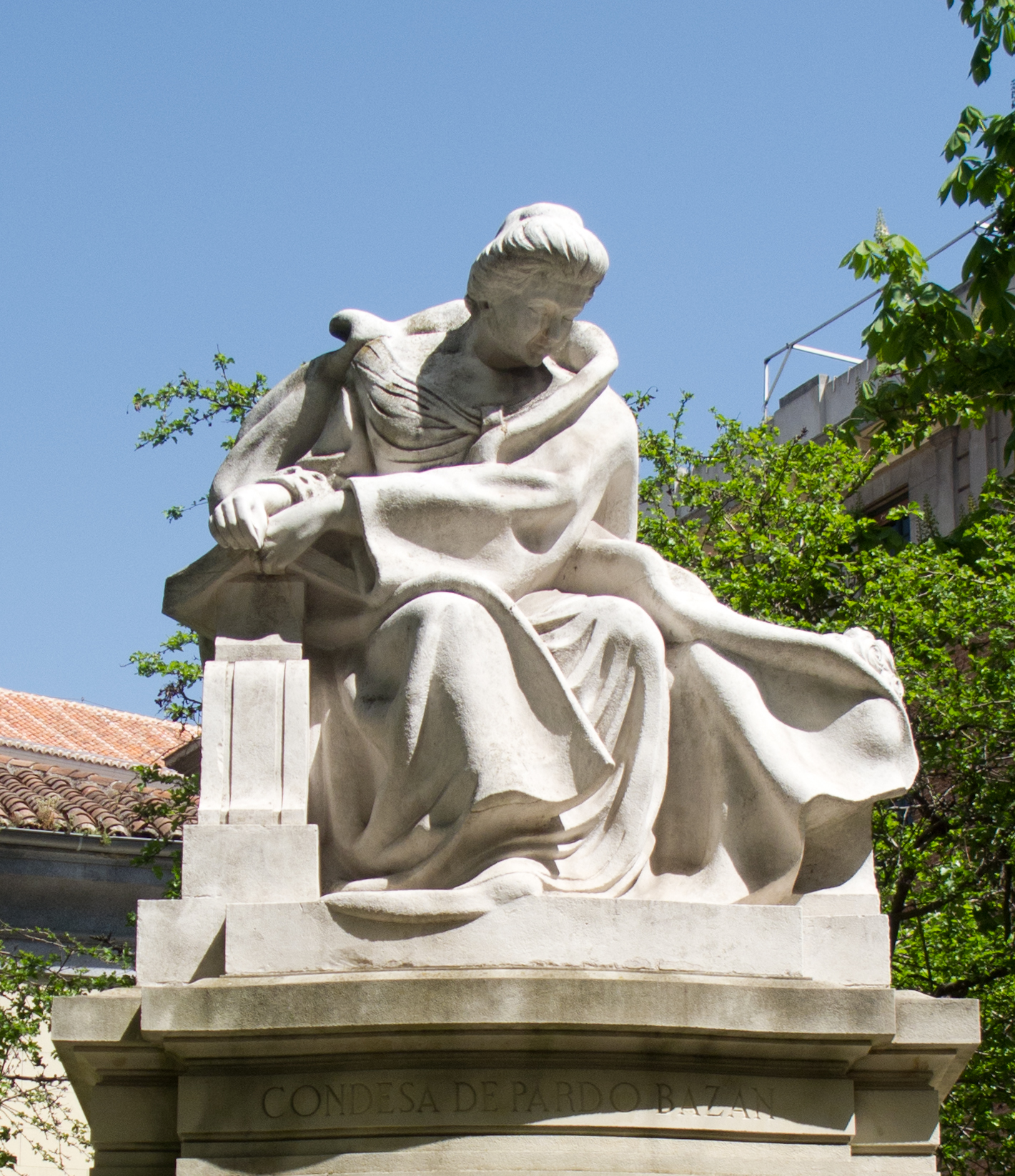
Памятник Эмилии Пардо Басан в Мадриде

24 июня 1926 года в Мадриде был установлен памятник Эмилии Пардо Басан. 16 сентября 2017 года был опубликован Google Doodle, посвящённый дню рождения писательницы.